# Sirosoma batilla
Sirosoma batilla är en insektsart som beskrevs av Mcatee 1933. Sirosoma batilla ingår i släktet Sirosoma och familjen dvärgstritar.
Artens utbredningsområde är Singapore. Inga underarter finns listade i Catalogue of Life.